# Our Lips Are Sealed (filme)
Our Lips Are Sealed (bra: Confusão na Austrália; prt: De Boca Fechada) é um filme estadunidense de 2000, do gênero comédia, dirigido por Craig Shapiro e protagonizado pelas gêmeas Mary-Kate e Ashley Olsen. Gravado em Sydney, na Austrália, o longa foi lançado direto em vídeo .
O titulo do filme é uma referência a música "Our Lips Are Sealed" da banda The Go-Go's. A dublagem brasileira foi realizada pelo estúdio Cinevideo.

## Sinopse
As gêmeas Maddie e Abby Parker, testemunham um crime e são forçadas a entrar no programa de proteção a testemunhas do FBI. Mas nem mesmo o FBI pode salvar as meninas de sua própria tagarelice, então elas acabam indo se esconder no único lugar que resta: a Austrália.

## Elenco
- Mary-Kate Olsen ... Maddie Parker
- Ashley Olsen ... Abby Parker
- Jim Meskimen ... Rick Parker
- Tamara Clatterbuck ... Teri Parker
- Robert Miano ... Hatchew
- Jason Clarke ... Mac
- Richard Carter ... Sidney
- Jo Phillips ... Katie
- Harold Hopkins ... Shelby Shaw
- Ernie Hudson Jr. ... Agente Banner
- Willie Garson ... Agente Norm
- Jade Bronneberg ... Victoria
- Ryan Clark ... Pete
- Scott Swalwell ... Avery
- Nina Schultz ... Sheila
- Chris Foy ... Donny
- Daniel Wakefield ... Ray
- Pete Callan ... Repórter Milo
- Chris Stapley ... Leonard
- Katie Fountain ... Vanessa
- Randall Rapstine ... Diretor
- Marguerite MacIntyre ... Professora
- J. P. Manoux ... Robber
- Douglas Fisher ... Juiz

## Trilha sonora
Uma trilha sonora intitulada "Our Lips Are Sealed (Music From the Mary-Kate & Ashely Olsen Movie)", foi lançada em 31 de dezembro de 2000 pela Kirtland Records.
1. Papa Oom Mow Mow - The Rivingtons
2. Hell In a Habitrail - El Quickie
3. 100 Miles - Catie Curtis
4. Just Fine - Holly Long
5. Hey Now Now - Swirl 360
6. Love About You - Simone Hardy
7. Get Up and Go - Four Piece Suit
8. Sugar - Stretch Princess
9. Disaster Fiend - New Bitter Pop Stars
10. Mr. Fabulous - Noogie
11. Show Me - Bree Sharp